# 中国·海峡创新项目成果交易会
中国·海峡创新项目成果交易会，是由中国福建省政府主办的以创新项目为核心的展会。举办地为福州市。

## 简介
交易会是2002年福建时任省长习近平申报推动的一项会议。目的是加快福建，福州的社会、经济、科技等方面的发展。交易会主要为创新成果展示、对接、交易搭建平台和两院院士专家项目落地福建提供良好通道。